# Floßherrenhaus (Koblenz)

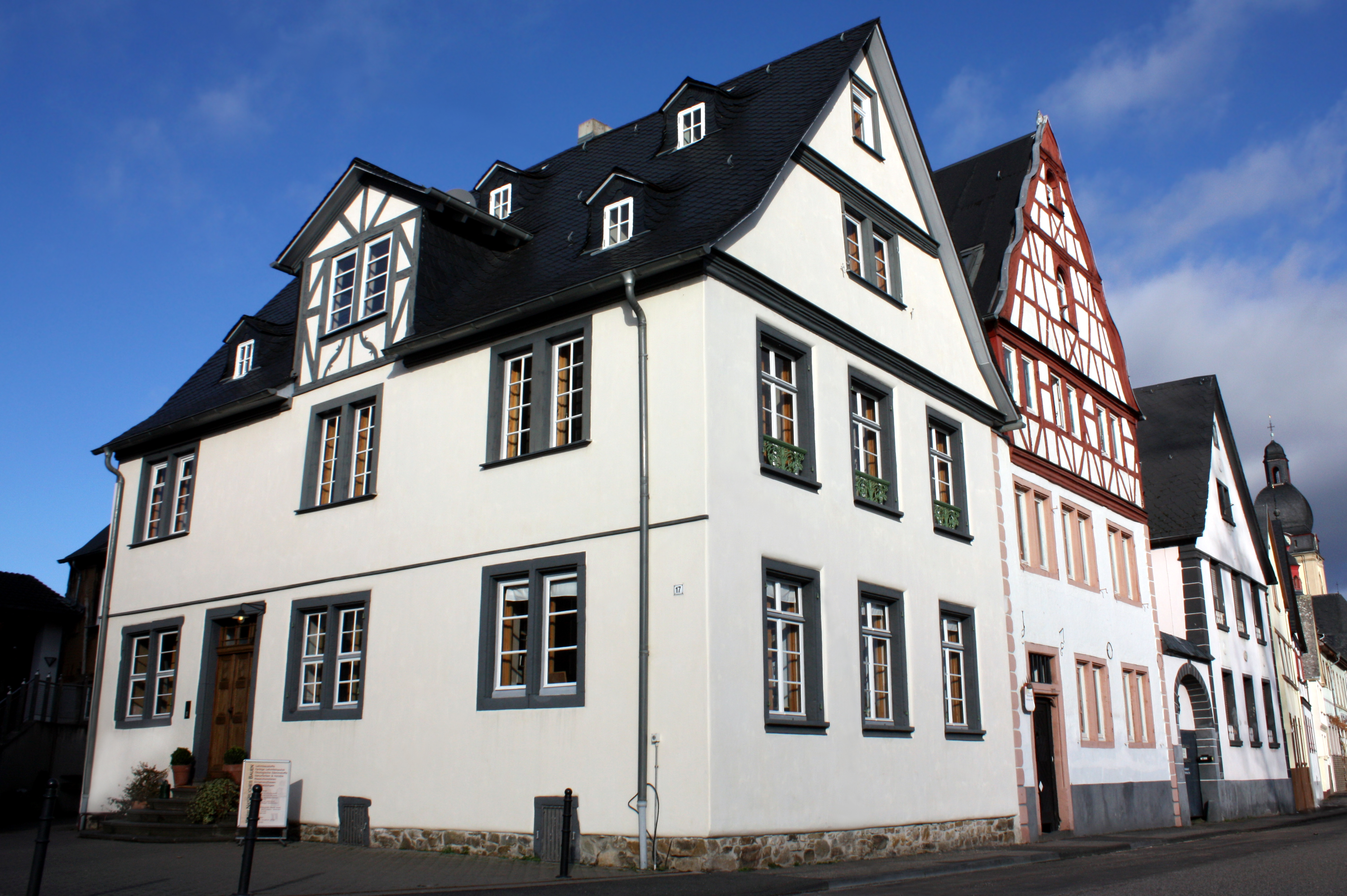
Das Floßherrenhaus in Koblenz-Neuendorf

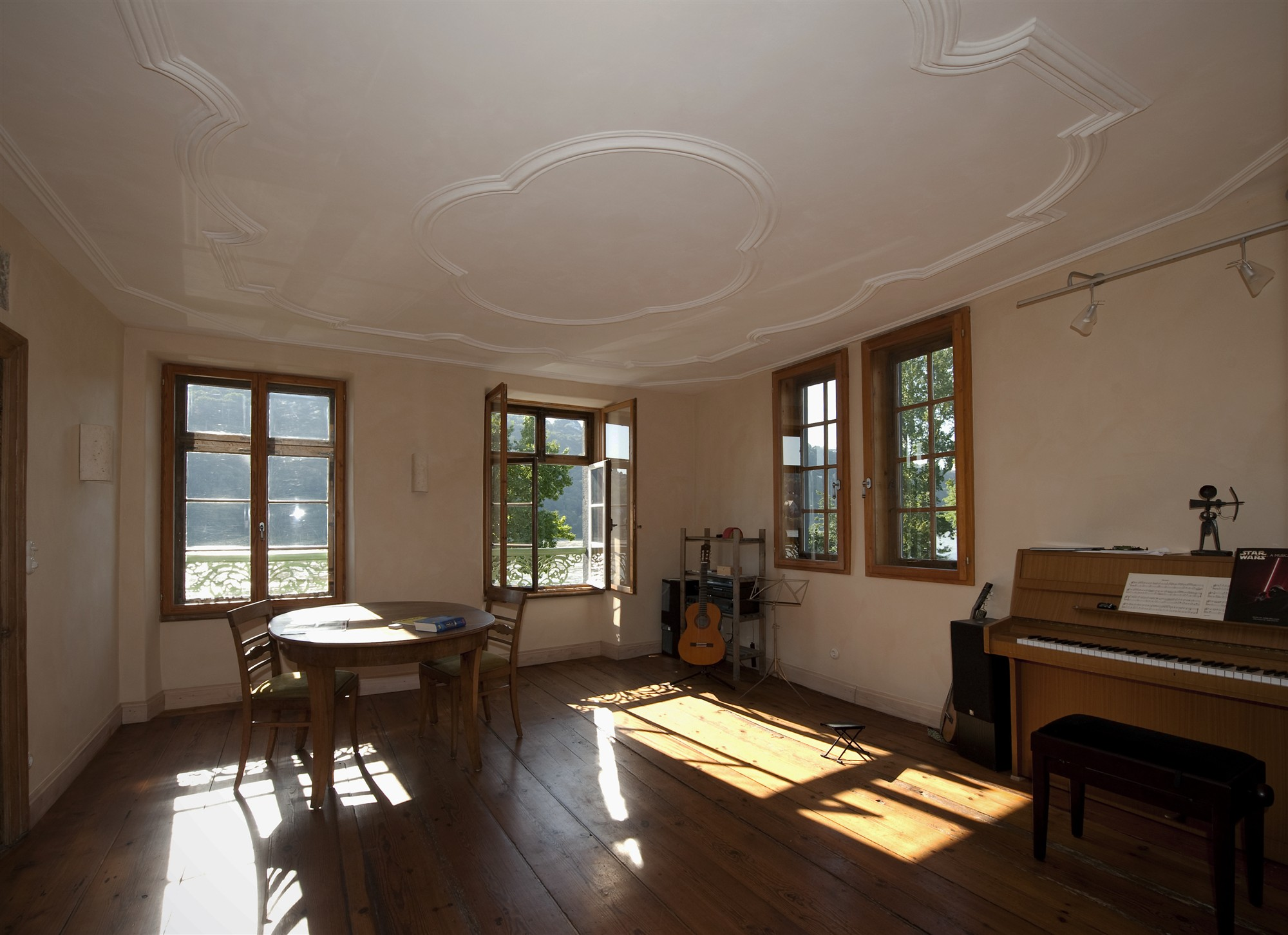
Innenraum mit restaurierter Stuckdecke und historischen Dielenböden

Das Floßherrenhaus ist ein denkmalgeschütztes Wohnhaus im Koblenzer Stadtteil Neuendorf. Es wurde im 17. Jahrhundert als Herrenhaus für einen Kaufmann im Flößerei-Gewerbe am Rheinufer errichtet. Das Haus ist ein Zeugnis der Heimatforschung und der Wirtschaftsgeschichte des Dorfes im 17. bis 19. Jahrhundert und wurde in den 2000er Jahren restauriert. Es liegt an der Straße Am Ufer 17.

## Geschichte
Nach dendrochronologischen Untersuchungen des  Fichten- und Eichenholzfachwerks konnte der Baubeginn des Ursprungsbaus zwischen Straße und Haustür inklusive Keller auf das Jahr 1679 datiert werden. Der Seitenbau wurde 1681 errichtet. Weitere An- und Umbauten folgten im späten 18. Jahrhundert. Dabei erhielt das Gebäude im Winkel zwischen Haupt- und Seitenbau ein neues Treppenhaus mit massiven Erdgeschosswänden sowie neue Fensteröffnungen in der heutigen Form. Im 19. Jahrhundert wurde das Obergeschoss auf der Rheinseite umgebaut und die Fenster vergrößert.
Für das 18. Jahrhundert ist als Besitzer des Anwesens Peter Miltz überliefert. Seine Initialen wurden auf einem Schlussstein mit der Jahreszahl 1720 in einer heute nicht mehr existierenden Scheune auf der Westseite des Hofs gesichert. In der Familie Miltz waren Kaufleute und Floßherren zu finden.
Das Floßherrenhaus wurde 1999–2008 umfangreich restauriert. Dabei wurde das Erdgeschoss auf der Südseite neu aufgemauert, das Fachwerk repariert und mit Lehmziegeln neu ausgefacht. Innenseitig wurde eine Innendämmung mit Wandheizung und Lehmputzen/Kalkputzen aufgebracht. Zusätzlich wurde das Zwerchhaus auf der Südseite neu aufgesetzt, das Dachtragewerk repariert, neue Gauben eingebaut und das Dach mit Schiefer neu gedeckt. Die Treppe wurde 2011 saniert.
Im Jahr 2010 erhielten die Hauseigentümer und ausführenden Handwerker für die Restaurierung des Floßherrenhauses den 1. Preis des  Bundespreises für Handwerk in der Denkmalpflege von Ministerpräsident Kurt Beck verliehen.

## Bau
Das Floßherrenhaus ist ein stattliches zweigeschossiges Wohnhaus mit einem schmaleren, aber gleich hohem Seitenbau auf der Westseite. Der Putzbau besitzt einen Giebel auf der Rheinseite und einen auf der südlichen Seite zum ehemaligen Hof. Die Südseite mit der Haustür über halbovaler Freitreppe war die Schauseite des Gebäudes und besitzt hochrechteckig große Fenster sowie profilierte Bund- und Kehlbalken im Giebeldreieck. Das Gebäude wurde in Mischbauweise errichtet mit massiven Wänden im Bereich der östlichen Giebelwand und des Erdgeschosses im Süden. Der Keller ist tonnengewölbt. Das Treppenhaus aus dem 18. Jahrhundert verfügt über eine Holztreppe mit Brettbalustern und einen Brunnenschacht. Das Obergeschoss auf der Rheinseite aus dem 19. Jahrhundert wurde aus Bruchstein hergestellt und besitzt Fenster mit Rankengitter. Aus derselben Zeit stammt das dreigeteilte Türblatt mit Kassettendekor und Sonnenmotiven der Eingangstür.
Die Innenraumaufteilung mit Stube und Kammer im östlichen Teil sowie Eingangsraum und Küche mit Feuerwand (Feuerstelle und Kamin) im westlichen Teil ist heute weitgehend noch original. Im Erdgeschoss und in einem Raum des Obergeschosses ist die Balkendecke mit Stuck erhalten.

## Denkmalschutz
Das Floßherrenhaus ist als Kulturdenkmal nach dem Denkmalschutzgesetz (DSchG) in der Denkmalliste des Landes Rheinland-Pfalz eingetragen (→ Liste der Kulturdenkmäler in Koblenz-Neuendorf).